# Michael Clegg
Michael Jaime Clegg (født 3. juli 1977 i Manchester, England) er en tidligere engelsk forsvarsspiller, der er mest kendt for at have spillet for Manchester United. Han arbejder i øjeblikket som styrke- og konditionstræner i Sunderland. Hans far, som også hedder Michael Clegg, men bedst kendt som Mike, har siden 2000 været styrke- og konditionstræner i Manchester United og kører også træningsskolen Carrington.
Clegg var en del af truppen der i 1995 vandt FA Youth Cup, og kort tid efter denne triumf fik han sin første professionelle kontrakt, hvorefter han fik sin debut i 1996-97-sæsonen.
Selvom han aldrig blev fast førsteholdsspiller, blev Clegg i Manchester United indtil slutningen af 2001-02, hvorefter han skiftede til en klub to divisioner længere nede, nemlig Oldham Athletic. Han på Boundary Park i to åt, før han blev pensioneret som 27-årig. I sin første sæson i Oldham, kvalificerede de sig til Division To-playoff-runderne, men en alvorlig finansiel krise ramte derefter klubben, og Clegg hjalp stærkt med at undgå nedrykning i hans sidste sæson som professionel fodboldspiller.